# Roger D. Branigin
Roger Douglas Branigin, född 26 juli 1902 i Franklin, Indiana, död 19 november 1975 i Lafayette, Indiana, var en amerikansk demokratisk politiker. Han var Indianas guvernör 1965–1969.
Branigin studerade vid Franklin College och Harvard Law School. Därefter arbetade han som advokat. Efter förlust i guvernörsvalet 1956 vann han valet åtta år senare.
Branigin efterträdde 1965 Matthew E. Welsh som guvernör och efterträddes 1969 av Edgar Whitcomb. Han kandiderade i demokraternas primärval inför presidentvalet i USA 1968. År 1975 avled han och gravsattes på Greenlawn Cemetery i Franklin.